# NGC 4706
NGC 4706 este o galaxie lenticulară situată în constelația Centaurul. A fost descoperită în 5 iunie 1834 de către John Herschel. Se află la o distanță de 46,77 de megaparseci de Pământ.